# Шараев, Леонид Гаврилович
Леони́д Гаври́лович Шара́ев (12 апреля 1935, Красный Маяк, Одесская область — 13 декабря 2021, Киев) — партийный деятель Украинской ССР.

## Биография
Родился в украинской семье. Окончил Николаевский кораблестроительный институт. В 1957 году вступил в КПСС. С 1958 года работал помощником мастера, мастером, затем — секретарь комитета комсомола на Черноморском судостроительном заводе (Николаев).
С 1960 года — второй, затем первый секретарь областного комитета ЛКСМ Украины. С 1967 года — на партийной работе: заведующий отделом Николаевского областного комитета КПСС, первый секретарь городского комитета КПСС (Николаев), с 1973 года — инспектор ЦК КП Украины, с 1978 года — второй секретарь Ворошиловградского областного комитета КПСС.
С 16 октября 1980 до 25 мая 1990 года — первый секретарь Николаевского областного комитета Компартии Украины. Член Центральной ревизионной комиссии КПСС (1981—1990). Избирался делегатом XIX Всесоюзной партийной конференции. Окончил Академию общественных наук при ЦК КПСС.
С 1990 года — первый заместитель руководителя Секретариата Верховного Совета Украинской ССР. До 2010 года — заместитель председателя Николаевского землячества в Киеве.
Избирался депутатом Верховного Совета СССР 11-го созыва (1984—1989; член Совет Союза от Николаевской области), народным депутатом СССР от Вознесенского территориального избирательного округа № 495 Николаевской области.

## Награды
- орден Ленина
- орден Трудового Красного Знамени
- два ордена «Знак Почёта»
- орден «За заслуги» III степени, II степени (2010)[6]
- медали;
- почётный член Николаевского Морского Собрания[7].